# Antoni Łyko
Antoni Andrzej Łyko (ur. 27 maja 1907 w Krakowie, zm. 3 lipca 1941 w KL Auschwitz) – polski piłkarz, napastnik. Członek kadry na MŚ 1938.
Był piłkarzem Prądniczanki Kraków.

## Biografia
W reprezentacji Polski debiutował 10 października 1937 w meczu z Łotwą. Swój drugi, a zarazem ostatni mecz w kadrze rozegrał niemal rok później – 25 września 1938 Polska przegrała z Łotwą 1:2. Został powołany do kadry na MŚ 38, jednak nie znalazł się wśród piętnastu zawodników zabranych przez selekcjonera Kałużę do Francji. Był wówczas zawodnikiem Wisły Kraków.
W czasie wojny pracował w krakowskich wodociągach. Tam wstąpił do komórki ZWZ. Wiosną 1941 został aresztowany przez Gestapo i osadzony początkowo na Montelupich, a następnie w niemieckim obozie koncentracyjnym Auschwitz. Zginął rozstrzelany 3 lipca 1941 podczas jednej z masowych egzekucji. Grupę skazańców zaprowadzono na pobliską żwirownię. Po oddaniu salwy przez pluton egzekucyjny Łyko jeszcze żył i próbował podnieść się o własnych siłach. Oficer SS dobił go strzałem w głowę z bliskiej odległości. Jego ciało spłonęło w piecu krematoryjnym.